# Placidia (cràter)
Placidia és un cràter amb coordenades planetocèntriques de 20.9 ° de latitud nord i 283.12 ° de longitud est, sobre la superfície de l'asteroide del cinturó principal (4) Vesta. Fa 14.75 km de diàmetre. El nom adoptat com a oficial per la UAI el cinc de febrer de 2014 fa referència a Gal·la Placídia, una noble romana.